# Governo Plenković II
Il Governo Plenković II è stato il 15º governo della Croazia, in carica dal 23 luglio 2020 al 17 maggio 2024 (sebbene dimissionario dal 15 marzo 2024). 
Quest’ultimo, guidato come il precedente dal Presidente del Governo Andrej Plenković, si è formato in seguito al risultato delle elezioni parlamentari dello stesso anno.

## Situazione parlamentare
| Camera | Collocazione     | Partiti | Seggi    |
| ------ | ---------------- | --- | -------- |
| Sabor  | Governo          | HDZ (62), SDSS-СДСС (3) | 65 / 151 |
| Sabor  | Appoggio esterno | IND (8), HSLS (2), HDS (1), HNS-LD (1), NS-R (1) | 14 / 151 |
| Sabor  | Opposizione      | SDP (33), DPMŠ (10), MOST (8), M! (4), HS (3), IDS-DDI (3), HSS (2), GLAS (1), HKS (1), BLOK (1), HSU (1), DBNL (1), RF (1), NL (1), SIP (1), CENTAR (1), FOCUS (1) | 73 / 151 |

## Composizione
| Partiti/Indipendenti:                               |
| Unione Democratica Croata (HDZ)16                   |
| Partito Democratico Indipendente Serbo (SDSS-СДСС)1 |
| Indipendenti1                                       |

| Carica | Titolare | Titolare | Titolare                                                        | Partito    |
| --- | -------- | -------- | --------------------------------------------------------------- | ---------- |
| Presidente del Governo |          |          | Andrej Plenković                                                | HDZ        |
| Primo Vicepresidente del Governo Veterani croati                                                                                   |          |          | Tomo Medved                                                     | HDZ        |
| Secondo Vicepresidente del Governo Affari interni                                                                                  |          |          | Davor Božinović                                                 | HDZ        |
| Terzo Vicepresidente del Governo                                                                                                   |          |          | Zdravko Marić (fino al 15 luglio 2022)                          | Ind. (HDZ) |
| Terzo Vicepresidente del Governo                                                                                                   |          |          | Oleg Butković (dal 15 luglio 2022)                              | HDZ        |
| Quarto Vicepresidente del Governo Ministro senza portafoglio (con delega agli affari sociali e umani e ai diritti delle minoranze) |          |          | Boris Milošević (fino al 29 aprile 2022)                        | SDSS-СДСС  |
| Quarto Vicepresidente del Governo Ministro senza portafoglio (con delega agli affari sociali e umani e ai diritti delle minoranze) |          |          | Anja Šimpraga (dal 29 aprile 2022)                              | SDSS-СДСС  |
| Quinto Vicepresidente del Governo                                                                                                  |          |          | Branko Bačić (dal 17 gennaio 2023)                              | HDZ        |
| Finanze |          |          | Zdravko Marić (fino al 15 luglio 2022)                          | Ind. (HDZ) |
| Finanze |          |          | Marko Primorac (dal 15 luglio 2022)                             | Ind. (HDZ) |
| Affari marittimi, trasporti e infrastrutture                                                                                       |          |          | Oleg Butković                                                   | HDZ        |
| Agricoltura |          |          | Marija Vučković                                                 | HDZ        |
| Edilizia, pianificazione spaziale e proprietà di Stato                                                                             |          |          | Darko Horvat (fino al 19 febbraio 2022)                         | HDZ        |
| Edilizia, pianificazione spaziale e proprietà di Stato                                                                             |          |          | Dunja Magaš (ad interim) (dal 19 febbraio 2022 al 9 marzo 2022) | HDZ        |
| Edilizia, pianificazione spaziale e proprietà di Stato                                                                             |          |          | Ivan Paladina (dal 9 marzo 2022 al 17 gennaio 2023)             | Ind. (HDZ) |
| Edilizia, pianificazione spaziale e proprietà di Stato                                                                             |          |          | Branko Bačić (dal 17 gennaio 2023)                              | HDZ        |
| Cultura e media |          |          | Nina Obuljen Koržinek                                           | HDZ        |
| Difesa |          |          | Mario Banožić (fino all’11 novembre 2023)                       | HDZ        |
| Difesa |          |          | Ivan Anušić (dal 16 novembre 2023)                              | HDZ        |
| Economia e sviluppo sostenibile |          |          | Tomislav Ćorić (fino al 29 aprile 2022)                         | HDZ        |
| Economia e sviluppo sostenibile |          |          | Davor Filipović (dal 29 aprile 2022 al 12 dicembre 2023)        | HDZ        |
| Economia e sviluppo sostenibile |          |          | Damir Habijan (dal 20 dicembre 2023)                            | HDZ        |
| Affari esteri ed europei |          |          | Gordan Grlić-Radman                                             | HDZ        |
| Salute |          |          | Vili Beroš                                                      | HDZ        |
| Giustizia e Pubblica amministrazione                                                                                               |          |          | Ivan Malenica                                                   | HDZ        |
| Lavoro e sistema pensionistico, famiglia e politiche sociali                                                                       |          |          | Josip Aladrović (fino al 29 aprile 2022)                        | HDZ        |
| Lavoro e sistema pensionistico, famiglia e politiche sociali                                                                       |          |          | Marin Piletić (dal 29 aprile 2022)                              | HDZ        |
| Sviluppo regionale e fondi europei                                                                                                 |          |          | Nataša Tramišak (fino al 17 gennaio 2023)                       | HDZ        |
| Sviluppo regionale e fondi europei                                                                                                 |          |          | Šime Erlić (dal 17 gennaio 2023)                                | HDZ        |
| Scienza ed educazione |          |          | Radovan Fuchs                                                   | HDZ        |
| Turismo e sport |          |          | Nikolina Brnjac                                                 | HDZ        |